# جامع أبو دلف
جامع أبو دلف من مساجد العراق التراثية الأثرية القديمة، ويقع الجامع شمال مدينة سامراء بمسافة 15 كم، في محافظة صلاح الدين، ولقد شيده الخليفة العباسي المتوكل على الله في عام 246هـ/859م، وذكر المؤرخ البلاذري إن الخليفة بنى مدينة سماها المتوكلية، وبنى فيها مسجداً سمي فيما بعد بمسجد أبو دلف، في شرق مدينة سامرّاء.

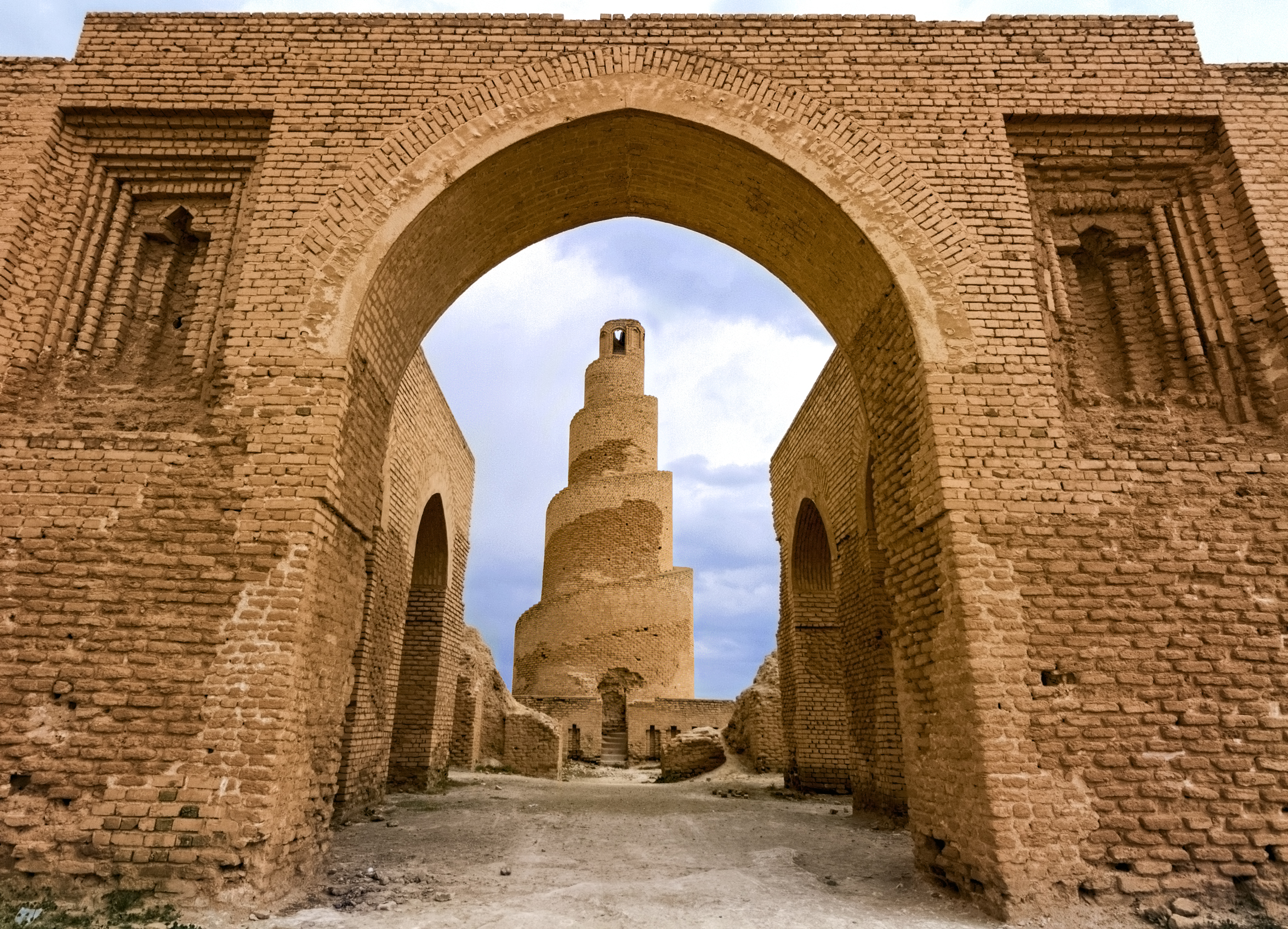
منارة ابي دلف

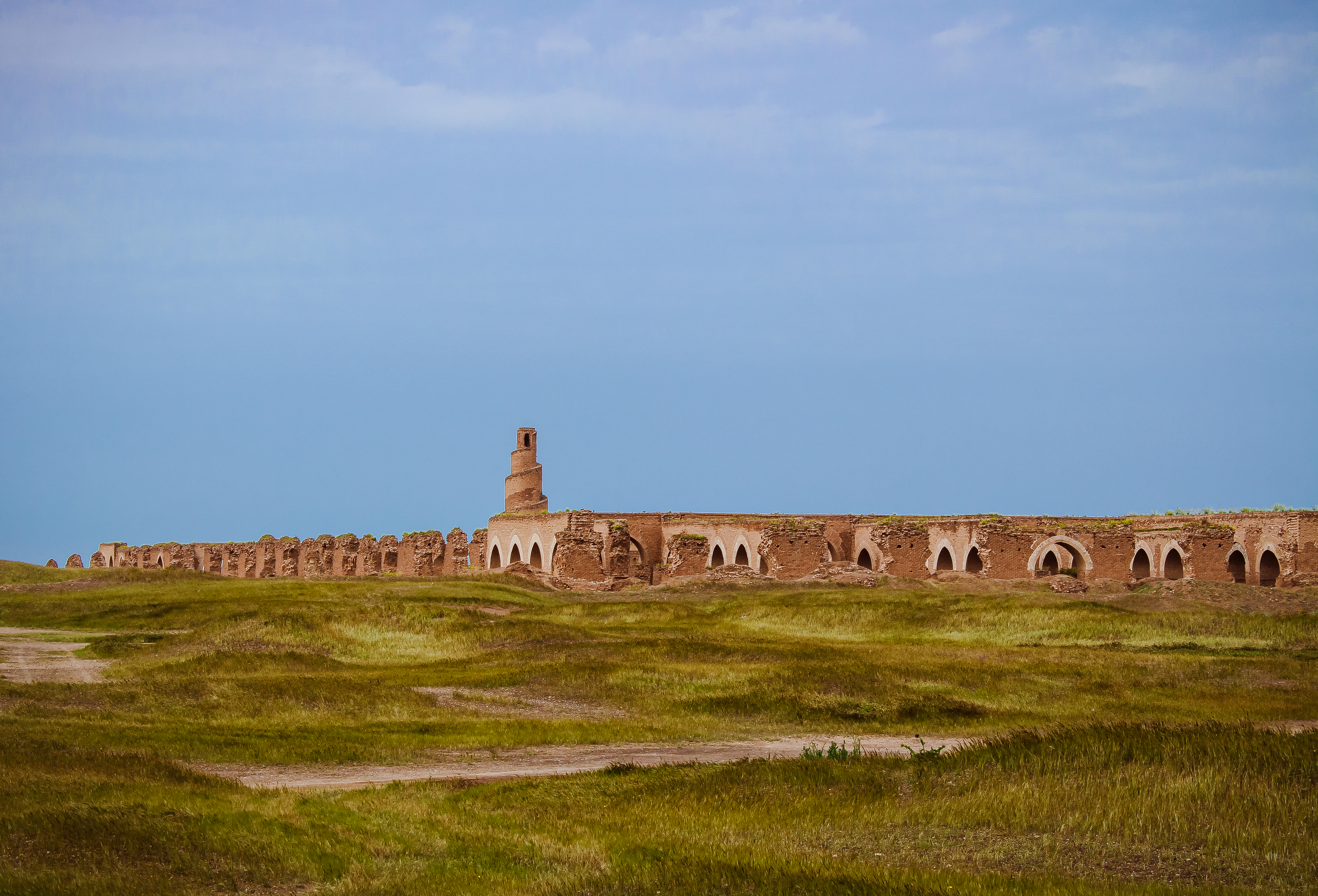
أطلال جامع ومنارة أبو دلف

ولقد بني المسجد على مساحة مستطلية يتوسطها صحن مكشوف تحيط به أروقة أكبرها رواق القبلة، ويعد هذا المسجد من أكبر المساجد الإسلامية إذ تبلغ مساحة المسجد 46800 متر مربع، حيث يبلغ طول أضلاعه 260م،180م، وتقع منارة مئذنته الحلزونية خارج السور من الناحية الشمالية في أولى الزيادات التي أضيفت للمسجد في العهود التالية، وتتميز منارة هذه المئذنة بتصميم فريد لم يظهر من قبل في عمارة المساجد الإسلامية حيث أقيمت على قاعدة مربعة ارتفاعها ثلاثة أمتار، ويرتفع فوق هذه القاعدة برج حلزونى درجاته من الخارج، وتذكرنا هذه المئذنة الحلزونية بشكل الأبراج البابلية المدرجة كالزقورة التي وجدت في آثار العراق.
وتخطيط الجامع على مساحة مستطيلة واتساع رواق القبلة الذي يتكون من ثلاث بلاطات وبموازاة الدعائم التي تجعل السقف لجدار القبلة، وقد استبدلت الأعمدة الحجرية التي استخدمت في العصر الأموى بدعامات تحمل السقف مشيدة بالآجر، ويحيط بهِ من الخارج جدار من الطوب الآجر ارتفاعه 10 أمتار وتدعمه أبراج نصف دائرية بارزة عن الجدارن بحوالى 2 متر عددها أربعون برجًا، وكان الجزء المسقف يرتكز على دعائم مثمنة الأضلاع متصلة بأعمدة من الرخام في الأركان، ويحتوى رواق القبلة على 24 صفًا من الدعائم تكون 25 بلاطة، ويوجد بالرواق الشرقى والغربى أربعة صفوف من الدعائم، أما الجهة الشمالية فيوجد بها ثلاثة صفوف فقط، ويحيط بمحراب الجامع زوجان من الأعمدة الرخامية المنتهية بتيجان رومانية. أما تسمية الجامع نسبة إلى أبي دلف فإنها أطلقت عليه في القرون المتأخرة لما يتمتع به صاحب هذا الاسم من الشهرة ولأنه من أهل مدينة سامراء، علماً إن أبو دلف هو القاسم بن عيسى بن إدريس بن معقل العجلي وهو أحد كبار رجال الدولة العباسية ومن قادتها في عهد الخليفة العباسي هارون الرشيد، ويعد المبنى الحالي من أبرز أطلال مدينة سامراء وهذا الجامع قد بناه الخليفة العباسي المتوكل على الله، وتم بناء الجامع بتصميم معماري على غرار تصميم الجامع الكبير ذو الملوية في سامراء من حيث الناحية العمرانية.